# Stepping Out (Red Garland)
Stepping Out è un album di Red Garland, pubblicato dalla Galaxy Records nel 1981. Il disco fu registrato il 9 e 10 di luglio del 1979 al Fantasy Studios di Berkeley, California (Stati Uniti).

## Tracce
Lato A
1. Yours Is My Heart Alone – 8:13 (Ludwig Herzer, Fritz Lohner, Franz Lehar)
2. You Stepped Out of a Dream – 5:21 (Nacio Herb Brown, Gus Kahn)
3. I Wish I Knew – 8:40 (Harry Warren, Mack Gordon)

Lato B
1. Have You Met Miss Jones? – 8:39 (Richard Rodgers, Lorenz Hart)
2. Daahoud – 6:04 (Clifford Brown)
3. Here's That Rainy Day – 7:35 (Jimmy Van Heusen, Johnny Burke)

## Musicisti
- Red Garland - pianoforte
- Kenny Burrell - chitarra (brani: A2, B1 e B3)
- Ron Carter - contrabbasso
- Ben Riley - batteria